# Limia-Rind

Ein Limia-Rind

Das Limia-Rind oder Limiana ist eine spanische Rinderrasse aus der Provinz Galicien, welche in einigen phänotypischen Merkmalen und seiner Robustheit an den Auerochsen, die Wildform des Hausrinds, erinnert.

## Beschreibung
Zu beachten ist, dass es bei Limia, wie auch bei anderen Rinderrassen, Variation bezüglich ihrer Ursprünglichkeit existiert. Bullen erreichen durchschnittlich etwa 150 cm und Kühe 140 cm Schulterhöhe. Die Fellfarbe der Weibchen ist hellbraun, dunkler an Kopf, Hals und Beinen, wie andere wildfarbene Kühe. Bullen haben ein dunkleres Fell, dessen Farbe von schwarz bis schwarzbräunlich reicht, mit Tendenz zu einem helleren Sattel. Beide Geschlechter verfügen über ein hell umrandetes Flotzmaul.
Die ursprüngliche Anatomie und ökologischen Kapazitäten der Rasse macht sie nützlich für TaurOs Project zur Züchtung eines dem Auerochsen möglichst ähnlichen Rindes durch Kreuzung mit anderen primitiven Rassen. Bereits jetzt grasen kleinere Limia-Herden unter natürlichen Bedingungen in den Niederlanden.

## Population
Die Population des Limia-Rindes steigt schnell und kontinuierlich. 2002 existierten 136, 2007 etwa 460 Zuchttiere und im Jahr 2011 waren es bereits 861.